# 信义长老会
信义长老会（NLF）是一个挪威的传教差会，成立于1915年，总部奥斯陆。
1916年，信义长老会派遣夏明华（O.A.Sommernes）前往中国，先在北京学习中文，后迁往湖北枣阳。1918年，信义长老会开设陕西省兴安府传教站。1919年，该会在华仅有兴安府1个传教站，西教士1人，受餐信徒3人。1934年，信义长老会在陕西有安康、恒口2个总堂，旬阳、汉阴、石泉、平利等支堂，西教士9人，受餐信徒40人。监督夏明华驻安康。